# نجم أصفر فائق العملقة
نجم أصفر فائق العملقة (بالإنجليزية: Yellow supergiant star)‏ هو نجم عملاق من النوع الطيفي F أو G . وإضاءته من فئة نجم فائق العملقة على سبيل المثال: (Ia / Ib). النجم الأصفر فائق العملقة مرحلة وسيطة وقصيرة الأجل من مراحل تطور النجوم بين العملاق الأزرق والنجم العملاق الأحمر.
النجوم الصفراء الفائقة العملقة تطورت بعيدا عن نجوم النسق الأساسي وتضاعف حجمها وازداد لمعانها. والنجوم الصفراء الفائقة العملقة أصغر من النجوم الحمراء الفائقة العملقة. ومن الأمثلة على هذة النجوم والتي يمكن مشاهدتها بالعين المجردة سهيل ونجم الشمال.

## الطيف
النجوم الصفراء الفائقة العملقة من الفئة F و G . على الرغم من أنة في بعض الأحيان هذا الصنف من النجوم يشمل أواخر الفئة A وأوائل الفئة K . وتتميز هذه الأنواع الطيفية بخطوط الهيدروجين التي هي قوية جدا في الفئة A،وتضعف بالتدريج خلال F و G حتى تضعف جدا أو تختفي في الفئة K .
بعض النجوم الصفراء الفائقة العملقة نجوم معيارية::
- F0 Ib: ألفا الأرنب
- F2 Ib: الجاثي 89
- F5 Ib: ألفا حامل رأس الغول
- F8 Ia: دلتا الكلب الأكبر
- G0 Ib: ام يو حامل رأس الغول
- G2 Ib: إلفا الدلو
- G5 Ib: الفرس الأعظم 9
- G8 Ib: ابسيلون التوأمان

## خصائص

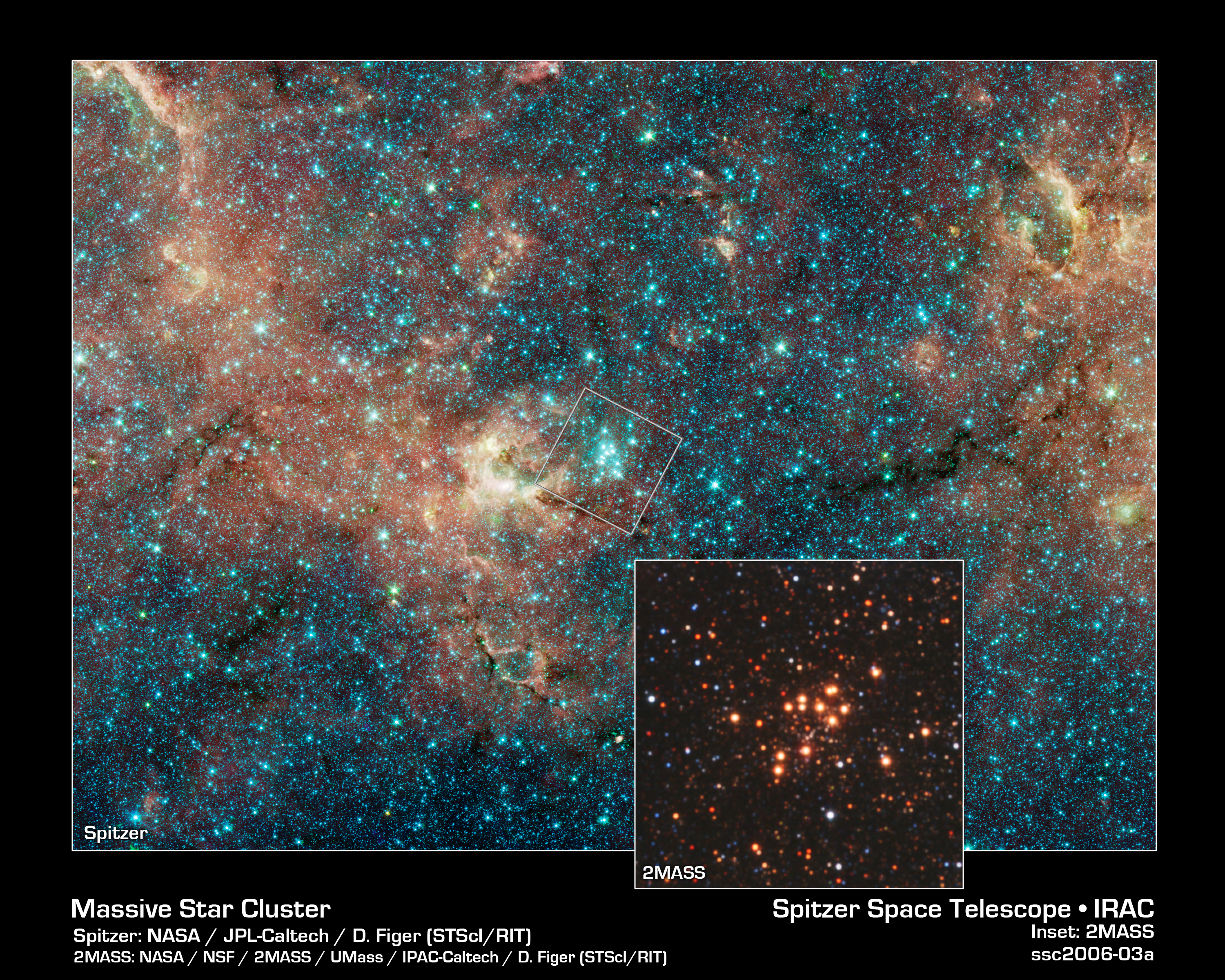
(العنقود الأحمر العملاق 1 RSGC1) يحتوي على 14 نجم عملاق أحمر ونجم عملاق أصفر واحد..

نطاق درجات الحرارة للنجوم العملاقة الصفراء محدود ويتوافق مع أنواعها الطيفية، من قرابة 4000 كلفن إلى 7000 كلفن. ويتراوح لمعانها من قرابة 1,000 إضاءة شمسية صعودًا، إلى أكثر النجوم إضاءة التي يتجاوز 100,000 إضاءة شمسية ويدل إضاءة النجوم العالي على أنها أكبر بكثير من الشمس، إضاءة من 30 إلى 100 مرة نصف قطر شمسي . كتل العمالقة الصفراء تتفاوت كثيرًا، من نجوم أقل كتلة من الشمس من أمثال (دبليو العذراء) إلى نجوم كتلتها تعادل 20 كتلة شمسية أو أكثر (مثال: في810 قنطورس).
العمالقة الصفراء نجوم نادرة، أقل شيوعا بكثير من العملاقة الحمراء ونجوم النسق الأساسي. في مجرة المرأة المسلسلة التي من المحتمل أن نشأت قبل نحو 25,000 سنة من نجوم الفئة O.

## التغير

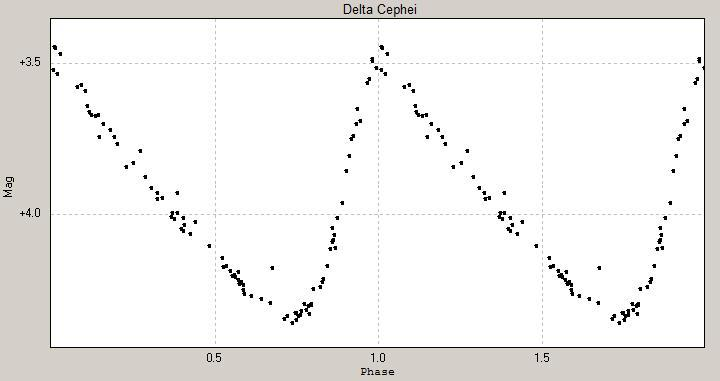
المنحنى الضوئي للعملاق الأصفر دلتا الملتهب : يبين الدورات الزمنية وتغير شدة لمعانه.

العديد من العمالقة الصفراء في منطقة الشريحة المتقلبة في مخطط هرتزبرونغ-راسل لأن درجات حرارتها ولمعانها يسبب لها عدم الإستقرار. معظم العمالقة الصفراء التي لوحظت في قطاع الشريحة المتقلبة هي متغيرات سيفيدية المنسوبة إلى دلتا الملتهب أوّل نجم مكتشف من هذه الفئة.تنبض هذة النجوم خلال فترات محددة مرتبطة بمدى تغير لمعانها.
. وهذا يعني أنها يمكن أن تستخدم كشموع معيارية لتحديد مسافة النجوم خلال معرفة فترة التغير فقط. النجوم القيفاوية ذات الفترات الأطول هي أكثر برودة وأكثر ضياء.
متغيرات نجوم R الإكليل الشمالي غالبا ما تكون عمالقة صفراء، ولكن تغيرها يستنتج خلال آلية مختلفة عن النجوم القيفاوية. خلال فواصل زمنية غير منتظمة، لأنها تكون غير واضحة بسبب كثافة الغبار حول النجوم ولمعانها ينخفض بشكل كبير.